# Plen Promdaen
Somsuan Promsawang, conocido artísticamente como Plen Promdaen (Thai: เพลิน พรหมแดน) (12 de junio de 1939 - 3 de agosto de 2024) fue un actor y cantante tailandés.

## Discografía
- Samak Duan (สมัครด่วน)
- Khao Soad Soad (ข่าวสดๆ)
- Phoo Taen Ma Lew (ผู้แทนมาแล้ว)
- Lung Dee Khee Maw (ลุงดีขี้เมา)
- Aa Tee Sak Mang Korn (อาตี๋สักมังกร)
- Pao Pun Jin Phao San (เปาบุ้นจิ้นเผาศาล)
- Chom Rom Lek Ded (ชมรมเลขเด็ด)